# Nectarinia calcostetha
Nectarinia calcostetha é uma espécie de ave da família Nectariniidae.
Pode ser encontrada nos seguintes países: Brunei, Camboja, Indonésia, Malásia, Myanmar, Filipinas, Tailândia e Vietname.
Os seus habitats naturais são: florestas de mangal tropicais ou subtropicais.